# Александра Потанина
Александра Викторова Потанина (на руски: Александра Викторовна Потанина) е руска пътешественичка и изследователка на Централна Азия, първата жена член на Руското географско дружество. В нейна чест е наречен Потанинският кратер на Венера.

## Биография
Родена е на 26 януари 1843 г. в Нижни Новгород, Руска империя. Баща ѝ, В. Н. Лаврски е духовник и преподавател в духовната семинария в Нижни Новгород. Получава образование под ръководството на по-големите си братя, учи в девическо духовно училище и се занимава с рисуване.
През 1866 г. става учител. На 11 януари 1874 г. се омъжва за географа, етнограф, фолклорист, ботаник и изследовател Григорий Потанин, с когото се установяват в Санкт Петербург.
Заедно със съпруга си участва в четири експедиции в Централна Азия. През 1876 – 1877 г. изследват Северозападна Монголия, а през 1879 – 1880 г. пътуват от град Зайсан по долината на река Черни Иртиш. От 1884 до 1886 г. пътешестват из Северен Китай, Източен Тибет и Централна Монголия, а през 1892 – 1893 г. изследват Тибетското плато и прекосяват пустинята Гоби. По време на последната експедиция се разболява сериозно и на 19 септември 1893 г. умира близо до китайския град Чо хуа по пътя за Шанхай. Четири дни по-късно е погребана в Успенските гробища на град Кяхта в Бурятия. През февруари 1956 г. на гроба ѝ е поставен паметник.
Прави ценен принос към географската наука със своите трудове и скици на природата и населението в Централна Азия. На 8 март 1887 г. става първата жена, която е приета за член на Руското географско дружество. Това става по предложение на Иван Мушкетов. През 1886 г. е удостоена с малък сребърен медал на Императорското Руско географско дружество. На нейното име е кръстен ледник Александрин в планината Монголски Алтай.

## Трудове
- Буряты. Труд, прил. к Всемирной иллюстрации, 1891, кн. 4 – 6.
- Из наблюдений над жизнью бурят Верхнеудинского округа. Сибирский сборник, прил. к Восточному обозрению, 1890, вып. 1.
- Молочное хозяйство у бурят Верхнеудинского округа. Известия Вост.-Сибирского отдела Русского Географического общества, т XXI, № 2.
- Из странствия по Урянхайской земле. Сибирский сборник, 1891, вып. II, стр. 12
- Монголия и монголы. Читальня народной школы, 1891, ноябрь.
- Встреча с двумя монгольскими ванами. Русское богатство, 1891, № 1.
- Среди широнголов, Русские ведомости 1888, № 140 и 145.
- Религиозная пляска в монастыре Кадигава. Сибирь 1985, № 29.
- Гумбум, монастырь зонкавистов. Восточное обозрение, 1886, № 27 и 28.
- Утай. Восточное обозрение, 1884, № 45, 46 и 47
- Театральные представления и религиозные празднества в Китае. Литературный сборник, изд. газеты Восточное обозрение, под редакцией Н. М. Ядринцева, СПб, 1885.
- О китайской женщине. Русское богатство, 1887, № 7.
- Тысяча сто верст в носилках. „Восточное обозрение“, 1893, № 24.
- Дорджи, бурятский мальчик. Детский сборник, изд. В. Лесевича, СПб, 1892.
- Китайский зверёк. Родник, 1889, № 12.
- Ахмет. Литературный сборник „Первый шаг“, Казань, 1876.
- Тибет. Из путешествий по Восточной сибири, Монголии, Тибету и Китаю, М:1895, стр. 125 – 252.